# Apriona subteruniformis
Apriona subteruniformis är en skalbaggsart som beskrevs av Stefan von Breuning 1954. Apriona subteruniformis ingår i släktet Apriona och familjen långhorningar. Inga underarter finns listade i Catalogue of Life.